# Coosa megye
Coosa megye az Amerikai Egyesült Államokban, azon belül Alabama államban található. Megyeszékhelye Rockford, legnagyobb városa Goodwater. Az Alabama kelet-középső részén található Coosa megye számos tó található, köztük a Lay-tó, a Martin-tó és a Mitchell-tó. A huszadik század végén a megye a textilipar központja volt. A megyét egy választott öttagú bizottság irányítja.
Lakosainak száma 10 387 fő (2020. április 1.). Coosa megye Talladega, Elmore, Clay, Tallapoosa, Chilton és Shelby megyékkel határos.

## Történet
Coosa megyét 1832. december 18-án alapították. A megye egyike volt annak a 14 megyének, amelyet a Creek indiánok által az 1832-es cussetai szerződésben átengedett földeken hoztak létre. Megyeszékhelyül egy Hatchet Creek patak mentén fekvő helyet választottak, és a Lexington nevet adták neki. 1835-ben a nevét Rockfordra változtatták. Az első vasút, a Georgia Central Railway 1888-ban készült el Goodwater városán haladt át. A Coosa folyó régóta fontos szerepet játszik a megye történetében. 1914-ben az Alabama Power Company megépítette a Lay-gátat a Coosa folyón, létrehozva a Lay Lake-et a megye északnyugati sarkában. 1920-ban az Alabama Power megépítette a Mitchell-gátat a Coosán, létrehozva a Mitchell-tavat. 1926-ban az Alabama Power Company megépítette a Thomas W. Martin gátat a Tallapoosa folyón, aminek eredményeként kialakult a Martin-tó, amelynek egy része a megye délkeleti sarkában található.

## Népesség
A 2020-as népszámlálási becslések szerint Coosa megye lakossága 10 696 fő volt a következő eloszlás szerint
| Rassz            | lélekszám | százalék | rangsor az állam 67 megyéje közül |
| ---------------- | --------- | -------- | --------------------------------- |
| Teljes           | 10387 fő  | 0,2      | 63                                |
| Fehér            | 6807 fő   | 65,5     | 38                                |
| Afroamerikai     | 3000 fő   | 28,9     | 27                                |
| Több rasszú      | 299 fő    | 2,9      | 41                                |
| Spanyol          | 201 fő    | 1,9      | 48                                |
| Őslakos és egyéb | 72 fő     | 0,7      | 20                                |
| Ázsiai           | 8 fő      | 0,1      | 65                                |

A megyeszékhelynek, Rockfordnak a lakossága 886 fő volt.
 A megye egyetlen másik jelentős települése Goodwater. 
A háztartások mediánjövedelme 43 751 dollár volt, szemben az állam egészének 52 035 dollárjával, az egy főre jutó jövedelem pedig 25 083 dollár volt, szemben az állam egészének 28 934 dollárjával.
A megye népességének változása:
| Lakosok száma | 11 563 | 11 117 | 11 000 | 10 898 | 10 724 | 10 387 |
|               | 2010   | 2011   | 2012   | 2013   | 2015   | 2020   |

## Gazdaság
A polgárháború előtt a gyapot volt a fő mezőgazdasági termék Coosa megyében. A tizenkilencedik század végén azonban a gazdálkodók a gyapoton kivül más terményeket is kezdtek termeszteni, kukoricát, búzát és zabot valamint az állattenyésztés is fellendült. Tekintettel a megye számos vízi útjára, sok vízimalom működött a megyében. 1874-ben a Georgia Central Railway egy mellék vonalat vezetett Goodwater városáig, és a város Coosa megye kereskedelmi központja lett. 1888-ban elkészült a Goodwater és Birmingham közötti vonal , amely összekötötte a várost Alabama ipari és kereskedelmi központjával. 1966-ban az Avondale Mills textilgyártó üzemet nyitott Coosa megyében, amely 2006 ig működött A Madix Inc., az irodai és bolti berendezéseket és polcokat gyártó cég az 1990-es években üzemet épített Goodwater ben. Az egyéb üzletágak közé tartozik a Sterling Lumber Company, egy fűrészüzem valamint a Wingfield Engineering.

## Foglalkoztatás
A 2020-as népszámlálási becslések szerint Coosa megyében a munkaerő a következő ipari kategóriák között oszlik meg:
- Feldolgozóipar (21,7 százalék)
- Oktatási szolgáltatások, valamint egészségügyi és szociális segélyek (19,9 százalék)
- Kiskereskedelem (14,0 százalék)
- Építőipar (8,4 százalék)
- Művészetek, szórakoztatás, rekreáció, valamint szállás- és étkezési szolgáltatások (7,0 százalék)
- Szállítás és raktározás, valamint közművek (6,8 százalék)
- Egyéb szolgáltatások, kivéve a közigazgatást (5,2 százalék)
- Közigazgatás (5,1 százalék)
- Szakmai, tudományos, gazdálkodási, valamint adminisztratív és hulladékgazdálkodási szolgáltatások (3,9 százalék)
- Pénzügy és biztosítás, valamint ingatlan, bérbeadás és lízing (3,4 százalék)
- Mezőgazdaság , erdőgazdálkodás , halászat és vadászat , valamint kitermelő (2,1 százalék)
- Nagykereskedelem (1,8 százalék)
- Információ (0,7 százalék)

## Oktatás
A Coosa megyében hat iskola található.

## Földrajz
Az 1726 négyzetkilométer területű Coosa megye teljes egészében a piemonti dombság régión belül található.
A Coosa folyó a megye nyugati határa mentén halad, több mellékfolyója is átszeli a megyét. A megye fő közlekedési útvonalai az US 280, amely észak-déli irányban halad a megye északkeleti sarkában, és az US 231, amely észak-déli irányban halad át a megye központján. A Goodwater ben található Coosa County repülőtér a megye egyetlen nyilvános repülőtere .

## Események, és érdekes helyek
A Five Star Plantation Kellyton ban egy 5000 hektáros kereskedelmi célú vadászrezervátum, amelyben többek között szarvasokra, pulykákra és fürjekre lehet vadászni. A megye tavai az állam legjobb horgászhelyeit kínálják, és számos horgászversenynek adnak otthont. A rockfordi Old Rock börtön (kb. 1825) szerepel a Nemzeti Történelmi Helyek Nyilvántartásában, mint Alabama legrégebbi börtöne. A Weogufka Állami Erdő egy 240 hektáros rezervátum, amely számos menedékházzal és egy kőtornyal rendelkezik, amelyet a Polgári Természetvédelmi Hadtest épített , és túrázási, kempingezési és madarászási lehetőséget kínál. Ez az egyik megállója az Alabama Piedmont Plateau madárösvényének.